# Chủ nghĩa dân tộc Ả Rập

Cờ của cuộc nổi dậy Ả Rập chống lại đế chế Ottoman là một biểu tượng nổi bật của chủ nghĩa dân tộc Ả Rập. Thiết kế của nó và các màu sắc là cơ sở của nhiều quốc kỳ các Nhà nước Ả rập.

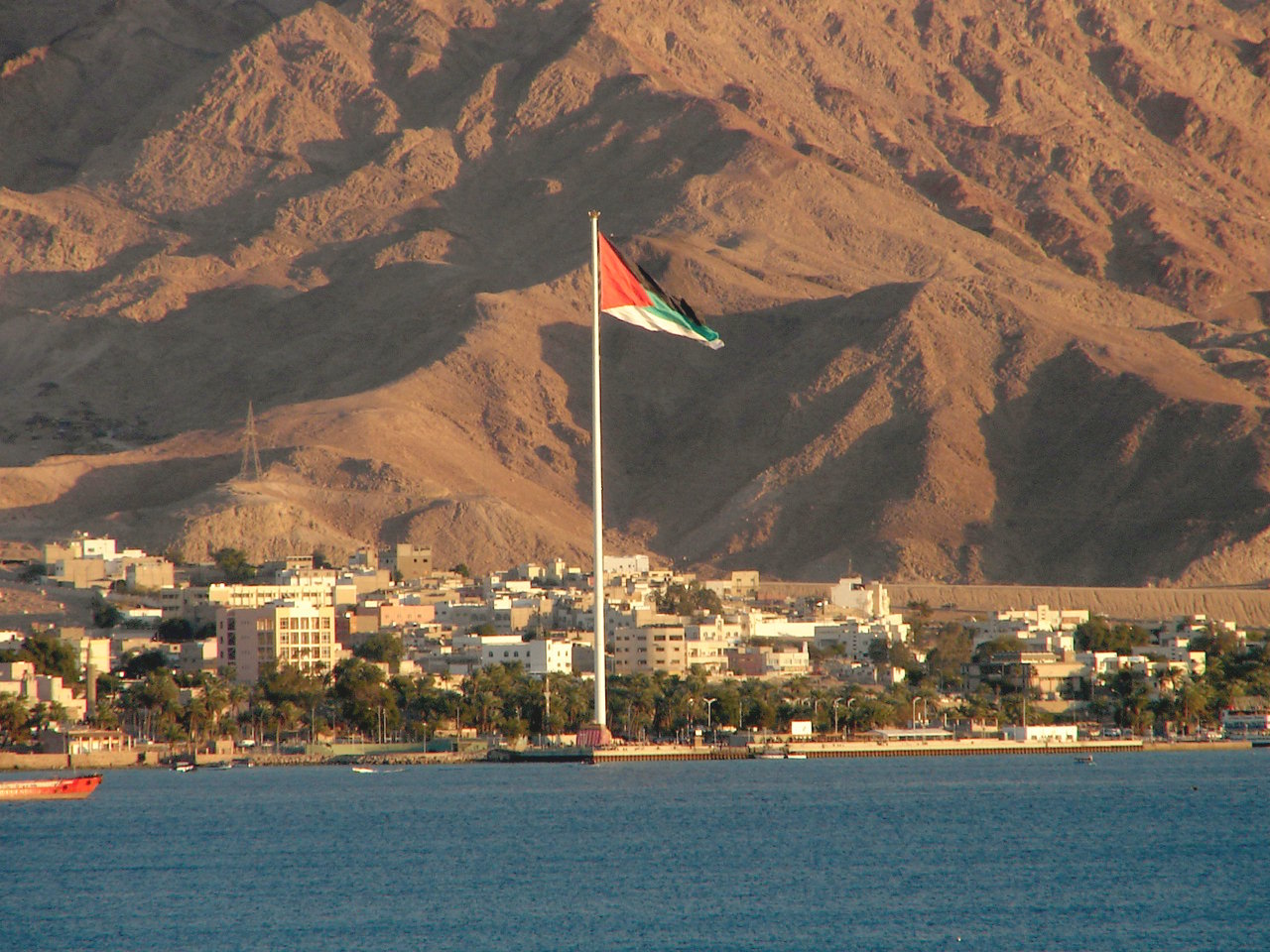
Cột cờ Aqaba ở Aqaba, Jordan mang cờ của cuộc nổi dậy Ả Rập. Cột cờ Aqaba là cột cờ đứng cao thứ sáu trên thế giới.

Chủ nghĩa dân tộc Ả Rập (tiếng Ả Rập: القومية العربية al-Qawmiyya al-`arabiyya) là một hệ tư tưởng dân tộc khẳng định người Ả Rập là một quốc gia và thúc đẩy sự thống nhất của người Ả Rập, kêu gọi sự trẻ hóa và sự kết hợp chính trị trong thế giới Ả Rập. Giả thuyết trung tâm của nó là các dân tộc của thế giới Ả Rập, từ Đại Tây Dương đến Ấn Độ Dương, tạo thành một quốc gia bị ràng buộc bởi các dân tộc, ngôn ngữ học, văn hoá, lịch sử, đồng nhất, quốc gia, địa lý và chính trị chung. Một trong những mục tiêu chính của chủ nghĩa dân tộc Ả Rập là sự chấm dứt ảnh hưởng của phương Tây trong thế giới Ả rập, được xem như là một "kẻ thù" của sức mạnh Ả Rập, và xóa bỏ các chính phủ Ả Rập được coi là phụ thuộc vào quyền lực phương Tây. Chủ nghĩa dân tộc Ả Rập nổi lên với sự suy yếu và thất bại của Đế chế Ottoman vào đầu thế kỷ XX và đã giảm sau khi quân đội Ả Rập bị đánh bại trong Chiến tranh Sáu ngày.
Các cá nhân và các nhóm liên quan đến chủ nghĩa dân tộc Ả Rập bao gồm Vua Faisal I của Iraq, Tổng thống Ai Cập Gamal Abdel Nasser, Phong trào Quốc gia Ả Rập, lãnh tụ Libya Muammar Gaddafi, Đảng Xã hội Phục hưng Ả Rập Ba'ath nắm quyền ở Iraq và Syria trong nhiều năm và người sáng lập Michel Aflaq. Liên Ả Rập là một khái niệm liên quan, khi nó đòi hỏi chủ nghĩa cộng đồng liên quốc gia giữa các quốc gia Ả Rập.

## Tư tưởng
Những người theo chủ nghĩa dân tộc Ả Rập tin rằng quốc gia Ả Rập đã tồn tại như một thực thể lịch sử trước sự nổi lên của chủ nghĩa dân tộc trong thế kỷ XIX-XX. Quốc gia Ả rập được hình thành thông qua việc dần dần thiết lập tiếng Ả Rập làm ngôn ngữ giao tiếp và với sự ra đời của Hồi giáo như một tôn giáo và văn hoá trong khu vực. Cả tiếng Ả Rập lẫn Hồi giáo đều là trụ cột của quốc gia. Theo nhà văn Youssef Choueiri, chủ nghĩa dân tộc Ả Rập đại diện cho "Ả Rập nhận thức về những đặc điểm cụ thể của họ cũng như nỗ lực của họ để xây dựng một nhà nước hiện đại có khả năng đại diện cho ý chí chung của quốc gia và tất cả các bộ phận cấu thành của nó".
Trong phong trào quốc gia Ả Rập là ba sự khác biệt: quốc gia Ả Rập, chủ nghĩa quốc gia Ả Rập, và sự thống nhất pan-arab. 1936-1939 Cuộc nổi dậy của người Ả Rập ở Palestine, người sáng lập đảng Ba'ath, chủ nghĩa Ả Rập, tuyên bố nước này là nhóm người nói tiếng Ả Rập, sống trong thế giới Ả rập và có cảm giác thuộc về cùng một quốc gia. Chủ nghĩa dân tộc là "tổng thể" các đặc điểm và phẩm chất độc quyền cho quốc gia Ả rập, trong khi thống nhất pan-arab là ý tưởng hiện đại, quy định rằng các quốc gia Ả rập riêng biệt cần thống nhất để tạo thành một nhà nước duy nhất dưới một hệ thống chính trị.
Chủ nghĩa yêu nước địa phương tập trung vào các quốc gia Ả rập riêng biệt đã được đưa vào khuôn khổ chủ nghĩa dân tộc Ả Rập bắt đầu từ những năm 1920. Điều này được thực hiện bằng cách định vị Bán đảo Ả Rập là quê hương của các dân tộc Semitic (Canaanites và Aramaeans của Levant, Assyrians và Babylonians of Mesopotamia) di cư khắp vùng Trung Đông trong thời cổ đại hoặc bằng cách liên kết các nền văn hoá tiền Hồi giáo khác, chẳng hạn như của Ai Cập, Bắc Phi và Sừng châu Phi, thành một bản sắc Ả Rập đang phát triển.
Ngôn ngữ tiếng Ả Rập hiện đại thực sự có hai từ khác biệt có thể dịch sang tiếng Anh là "chủ nghĩa dân tộc": qawmiyya قومية, có nguồn gốc từ từ qawm (nghĩa là "bộ lạc, dân tộc") và wataniyya وطنية, bắt nguồn từ watan (có nghĩa là " quê hương, quê hương "). Từ qawmiyya đã được sử dụng để chỉ chủ nghĩa quốc gia pan-arabic, trong khi wataniyya đã được sử dụng để đề cập đến chủ nghĩa yêu nước ở cấp độ địa phương hơn (đôi khi bị coi là "chủ nghĩa khu vực" bởi những người coi Arabism pan-Arabism là hình thức thực sự duy nhất của chủ nghĩa dân tộc Ả Rập).
Trong những năm sau chiến tranh Thế giới, khái niệm về qawmiyya dần dần cho là một màu sắc cánh tả, kêu gọi... tạo ra sự thống nhất của Ả Rập cách mạng". Các nhóm người đăng ký quan điểm này ủng hộ sự chống đối, bạo lực, chống lại Israel và chống lại người Ả Rập, những người không đăng ký theo quan điểm này. Người được xác định nhiều nhất với qawmiyya là Gamal Abdel Nasser của Ai Cập, người đã sử dụng cả sức mạnh quân sự và chính trị để truyền bá phiên bản hệ tư tưởng pan-arập của mình trên khắp thế giới Ả Rập. Trong khi qawmiyya vẫn là một lực lượng chính trị mạnh mẽ hiện nay, cái chết của Nasser và thất bại của Ả Rập trong Chiến tranh Sáu ngày đã làm suy yếu niềm tin vào lý tưởng này. Tư tưởng chủ đạo hiện nay giữa các nhà hoạch định chính sách Ả rập đã chuyển sang wataniyya.

## Lịch sử

### Origins

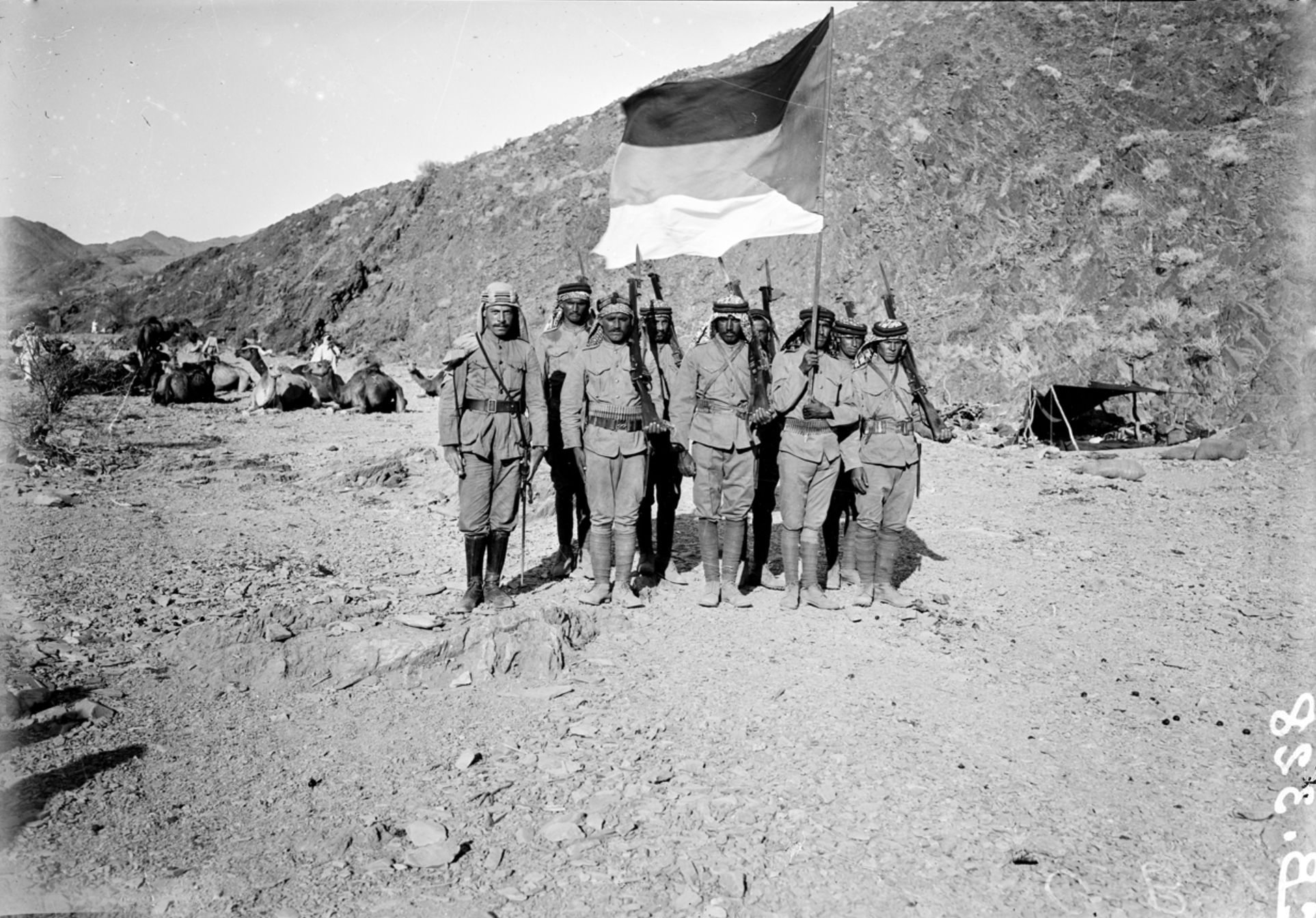
Những người lính trong Quân đội Ả Rập trong cuộc nổi dậy Ả Rập năm 1916-1918, mang cờ Ả Rập của Cuộc nổi dậy Ả Rập.

Vào cuối thế kỷ XIX, bắt đầu từ những năm 1860, một cảm giác trung thành với "Tổ quốc" đã phát triển trong các tầng lớp trí thức có trụ sở tại Levant và Ai Cập, nhưng không nhất thiết là "Tổ quốc Ả Rập". Nó phát triển từ việc tuân thủ những thành công về công nghệ của Tây Âu mà họ cho rằng chủ nghĩa yêu nước đang nổi lên ở những quốc gia đó. Trong thời kỳ này, một dòng chảy lớn của các nhà truyền giáo Kitô giáo và các nhà giáo dục từ các quốc gia phương Tây cung cấp những gì được gọi là "sự phục hồi chính trị Ả Rập", kết quả là thành lập các xã hội bí mật trong đế quốc.
Vào những năm 1860, văn học được sáng tác ở Mashreq (thuộc vùng Levant và Mesopotamia) đã bị kiểm soát bởi Ottoman vào thời đó, chứa đựng cường độ cảm xúc và lên án mạnh mẽ người Turk Ottoman vì "phản bội Hồi giáo" và Tổ quốc đến phương Tây Kitô giáo. Theo quan điểm của những người yêu nước Ả rập, Hồi giáo không phải luôn luôn ở trong tình trạng "xin lỗi" và cho rằng chiến thắng quân sự và vinh quang văn hoá của người Ả Rập đối với sự xuất hiện của tôn giáo, nhấn mạnh rằng chủ nghĩa hiện đại châu Âu có nguồn gốc Hồi giáo. Mặt khác, người Ottoman đã sai lệch khỏi Hồi giáo chân chính và do đó bị suy giảm. Các chính phủ cải cách Ottoman và Ai Cập đã bị đổ lỗi cho tình huống này bởi vì họ đã cố gắng mượn phương pháp của phương Tây từ những người châu Âu được xem là không tự nhiên và tham nhũng. Quan điểm của những người yêu nước Ả rập là các chính phủ Hồi giáo nên khôi phục lại Hồi giáo chân chính và sẽ mở đường cho việc thành lập chính phủ đại diện theo hiến pháp và tự do, mặc dù Hồi giáo có nguồn gốc xuất hiện ở phương Tây vào thời đó.
Chủ nghĩa Ả Rập và chủ nghĩa yêu nước khu vực (như ở Ai Cập hoặc ở Levant) đã lẫn lộn và chiếm ưu thế hơn Ottoman giữa một số người Ả rập ở [Syria] và Lebanon. Ibrahim al-Yazigi, một triết gia Cơ đốc người Lebanon, kêu gọi người Ả Rập "phục hồi sức sống cổ xưa đã mất của họ và vứt bỏ ách của người Thổ Nhĩ Kỳ" vào năm 1868. Một xã hội bí mật thúc đẩy mục tiêu này được hình thành vào cuối những năm 1870, với al-Yazigi là một thành viên. Nhóm đặt tấm áp phích trong Beirut kêu gọi một cuộc nổi dậy chống lại người Ottoman. Trong khi đó, các nữ tu Lebanon ở Damascus khác, chủ yếu là người Hồi giáo, hình thành các phong trào bí mật tương tự, mặc dù họ khác với các nhóm Kitô hữu, những người không ưa chủ nghĩa Ả Rập, kêu gọi một Li-băng hoàn toàn độc lập trong khi các xã hội Hồi giáo Hồi giáo thường thúc đẩy một nước tự trị. vẫn còn dưới quyền Ottoman.
Ngay từ năm 1870, nhà văn Kitô giáo Syria [Francis Marrash] đã phân biệt khái niệm về Tổ quốc từ quốc gia; khi áp dụng mô hình này tới Greater Syria, ông chỉ ra vai trò của ngôn ngữ, ngoài việc áp dụng phong tục tập quán và niềm tin vào lợi ích chung, trong việc xác định danh tính quốc gia. Sự khác biệt giữa Tổ quốc và quốc gia cũng do Hasan al-Marsafi thực hiện vào năm 1881. Vào đầu thế kỷ XX, các nhóm Hồi giáo Hồi giáo đã chấp nhận một người theo chủ nghĩa dân tộc Ả Rập "tự xem", tạo cơ sở cho hệ tư tưởng dân tộc Ả Rập thế kỷ XX. Phiên bản mới của chủ nghĩa yêu nước Ả Rập này bị ảnh hưởng trực tiếp bởi chủ nghĩa hiện đại Hồi giáo và sự phục hưng của Muhammad Abduh, học giả Ai Cập học giả Hồi giáo. Abduh tin rằng tổ tiên Hồi giáo của người Ả Rập đã ban cho "tính hợp lý đối với nhân loại và tạo ra những yếu tố thiết yếu của hiện đại", phương Tây vay mượn. Do đó, trong khi châu Âu tiên tiến từ việc áp dụng các lý tưởng hiện đại của Hồi giáo chân chính, người Hồi giáo đã thất bại, làm hỏng và bỏ đạo Hồi thật sự. Abduh đã ảnh hưởng đến chủ nghĩa quốc gia Ả Rập hiện đại, bởi vì sự phục hồi của tổ tiên Hồi giáo chân chính (người Ảrập) cũng sẽ trở thành sự hồi sinh của nền văn hoá Ả Rập và khôi phục lại vị trí Ả Rập như là những nhà lãnh đạo của thế giới Hồi giáo. Một trong những người theo Abduh, Abd al-Rahman al-Kawakibi, công khai tuyên bố rằng đế chế Ottoman nên là cả Thổ Nhĩ Kỳ và Ả Rập, với việc sau này tập thể dục tôn giáo và lãnh đạo văn hóa.